# John Lawrence, Nam tước Lawrence thứ 1
John Laird Mair Lawrence, Nam tước Lawrence thứ 1 (04 tháng 03 năm 1811 - 27 tháng 06 năm 1879), là một quý tộc, chính khách và nhà quản lý thuộc địa người Ulster gốc Anh. Sự nghiệp của ông gắn liền với Thuộc địa Ấn Độ của Anh, sinh trưởng trong một gia đình thường dân ở Bắc Ireland, sau đó từng bước tiến thân qua nhiều vị trí khác nhau ở thuộc địa và cuối cùng được bổ nhiệm làm Phó vương kiêm Toàn quyền Ấn Độ trong thời gian từ năm 1864 đến năm 1869 dưới thời Victoria của Anh.
Để tưởng thưởng cho công lao của ông, Vương thất Anh đã ban cho ông tước vị Nam tước Lawrence của Punjab và Grateley ở Hạt Southampton vào năm 1858, nâng ông và gia đình lên địa vị Quý tộc Anh. Tước vị này đã thế tục cho đến tận ngày nay, người nắm giữ hiện giờ chính là David John Downer Lawrence, Nam tước đời thứ 5 của Lawrence (sinh 1937).

## Cuộc sống đầu đời
Lawrence sinh ra tại Richmond, Bắc Riding của Yorkshire. Ông là con trai út của một gia đình Ulster-Scots theo đạo Tin Lành, mẹ ông là Letitia Knox, đến từ Hạt Donegal, trong khi cha ông là người ở Coleraine, Hạt Londonderry. Lawrence trải qua những năm đầu đời của mình ở Derry, một thành phố thuộc tỉnh Ulster ở phía Bắc Ireland, và được học tại Foyle College và Trường Wraxhall ở Bath, Somerset. Cha của ông từng phục vụ tại Ấn Độ với tư cách là một người lính trong Quân đội Anh. Hai người anh trai của ông cũng là quân nhân và đạt thành tựu khá cao trong quân đội, trong đó người anh đầu là George St Patrick Lawrence, mang quân hàm Trung tướng, người anh kế tiếp là Henry Montgomery Lawrence mang quân hàm Chuẩn tướng.
Năm 16 tuổi, mặc dù có mong muốn đi theo con đường binh nghiệp như các anh trai, nhưng cha ông lại đăng ký cho ông vào trường Cao đẳng Công ty Đông Ấn, vì cha ông tin rằng nghề công chức mang lại triển vọng tốt hơn. Cha của Lawrence đã không hề sai trong việc lựa chọn nghề nghiệp cho ông, sự thành công của Lawrence đã mang lại địa vị quý tộc cho gia đình với tước vị Nam tước, trong khi đó dù mang quân hàm cấp tướng, nhưng 2 người anh của ông không được phong tước hiệu quý tộc.

## Đến Ấn Độ
Lawrence gia nhập Dịch vụ Dân sự Bengal (Bengal Civil Service) và đến tháng 09/1829, ông lên đường đến Ấn Độ cùng với anh trai Henry. Khi đến nơi, ông định cư tại Pháo đài William ở Calcutta, nơi ông dự kiến sẽ vượt qua các kỳ thi bằng tiếng địa phương. Sau khi thành thạo tiếng Ba Tư và tiếng Urdu, công việc đầu tiên của Lawrence là thẩm phán và thu thuế ở Delhi. Sau 4 năm ở Delhi, ông được chuyển đến Panipat và trong 2 năm ở đó ông được giao phụ trách huyện Gurgaon.
Năm 1837, Lawrence được bổ nhiệm làm nhân viên khu định cư tại Etawah. Trong quá trình ở đây, ông đã mắc bệnh sốt rừng và cận kề cái chết. Ông đã dành 3 tháng ở Calcutta để dưỡng bệnh nhưng không phục hồi được, ông trở về Anh vào năm 1840. Năm sau, khi ở Donegal, ông gặp và kết hôn với người vợ Harriette vào tháng 08/1841. Cặp đôi sau đó đã dành 6 tháng để đi du lịch châu Âu cho đến khi hay tin về Chiến tranh Afghanistan - Anh lần thứ nhất, họ đã trở về Anh, và sau đó đến Ấn Độ vào mùa thu năm 1842.
Khi trở lại Ấn Độ, Lawrence được bổ nhiệm làm Thẩm phán Dân sự ở Delhi, và được giao trách nhiệm về Karnal. Trong Chiến tranh Anh-Sikh lần thứ nhất từ năm 1845 đến năm 1846, Toàn quyền Henry Hardinge đã gửi lệnh cho Lawrence hỗ trợ các lực lượng vũ trang. Ông đóng vai trò chủ chốt trước Trận Sobraon, đảm bảo vật tư và súng đạn được thu thập và chuyển đến trận chiến.